# Johan Henningsen
Johan Emil Hans Henningsen (9. července 1876, Uummannaq – 1952) byl grónský lovec a zemský rada zasedající v první severogrónské zemské radě.

## Životopis
Johan Henningsen byl synem katechety Johana Petera Henningsena (1852–?) a jeho manželky Wilhelmine Elisabeth Møllerové (1845–?). Jeho sestra byla matkou zemského rady Johana Langeho.
Dne 18. ledna 1903 se v Uummannaqu oženil s Juliane Marií Gjertrud Fleischerovou (1880–1959). Jejich dcerou byla Elisabeth Johansen, první a jediná grónská zemská radní, manželka zemského rady Kristiána Johansena a matka radního Severina Johansena a pozdějšího předsedy vlády Larse Emila Johansena.
V roce 1911 byl jako lovec zvolen do první severogrónské zemské rady, kde se zúčastnil všech šesti zasedání až do roku 1916.